# Schuko

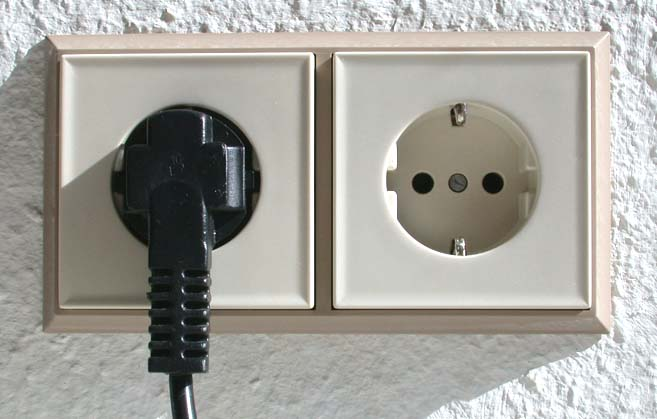
Двойная розетка Schuko со вставленной вилкой

«Schuko» (произносится «Шу́ко») или Тип F (согласно классификации Международной электротехнической комиссии)  ― система силовых вилок и розеток для переменного тока, официально определённая в стандарте CEE 7/4.
«Schuko» — это сокращение от немецкого термина Schutzkontakt (Шу́тцконта̀кт, дословно: «защитный контакт»), что просто указывает на то, что вилка и розетка снабжены контактами защитного заземления (в виде скоб, а не штырей). Разъёмы Schuko предназначены для использования в цепях на 230 В. Имеют номинальное значение силы тока 16 А.
Система используется в более чем 40 странах, включая бо́льшую часть континентальной Европы.

## Устройство

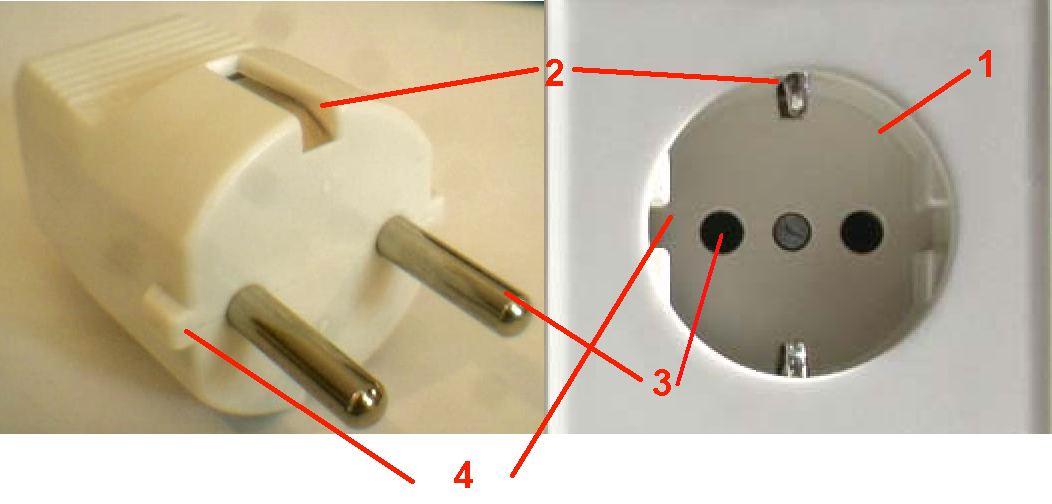
Вилка CEE 7/4 Schuko и розетка Schuko

У вилки Schuko есть два круглых штыря диаметром 4,8 мм (длина 19 мм, расстояние между центрами 19 мм) для фазы и нейтрали и две плоских контактных скобы сверху и снизу вилки для защитного заземления. Розетки Schuko образуют углубление, в которое вставляется вилка. Вилки и розетки Schuko неполяризованы, подключение фазы и нуля не контролируется. Как и большинство типов европейских розеток, розетки Schuko могут принимать евровилки.
При вставке в розетку вилка Schuko закрывает собой полость розетки 1 и первым делом устанавливает подключение защитного заземления через заземляющие скобы 2 прежде, чем фазный и нейтральный штыри 3 войдут в контакт. Так исключается прикосновение к штырям у вставленной в розетку вилки, а значит, не требуются изолирующие рукава на штырях. Направляющие пазы 4 нужны для устойчивости, они позволяют использовать большие и тяжёлые вилки (например, со встроенным трансформатором или таймером).

## Безопасность

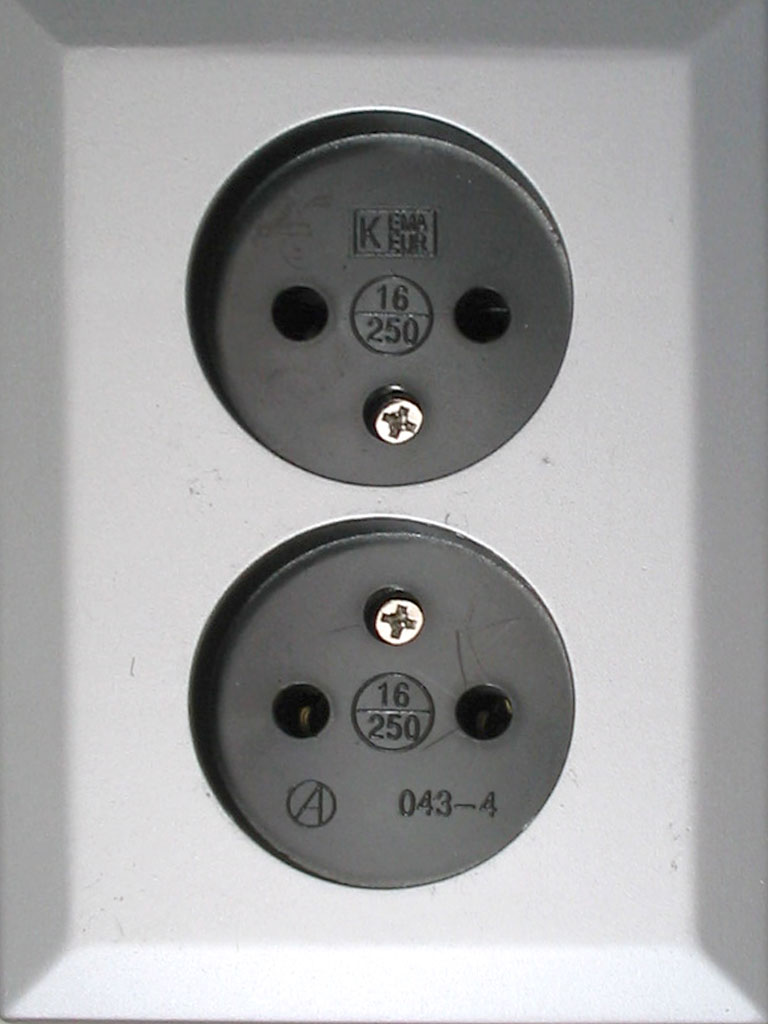
Не рекомендуется вставлять вилки Schuko в подобные розетки (без заземляющих скоб)

Не рекомендуется включать вилки Schuko в розетки, не предназначенные для неё. В случае подключения к нестандартным розеткам:
- не подключается защитное заземление. Нетоковедущие части прибора не защищены от пробоя и статического электричества;
- вилка входит с усилием. Этим усилием можно повредить розетку, а также сложно будет отключить прибор в случае необходимости. Нередко при попытке выключить вилку Schuko из розетки розетка выпадает из посадочного гнезда, оголяя токоведущие части;
- так как штыри имеют больший диаметр, позже могут быть проблемы с плохим контактом при подключении в ту же розетку других приборов;
- вилка Schuko рассчитана на номинальный максимальный ток 16 А. Розетка, не предназначенная для подключения вилок Schuko, особенно если диаметр отверстий в розетке меньше 5,5 мм, может быть не рассчитана на ток, потребляемый включенным прибором;
- если розетка не заглублена, как Schuko, есть вероятность прикосновения к токоведущим штырям, если вилка вставлена не до конца.

В российских домах старой постройки отсутствует заземляющий контур. Поэтому нередко ко вновь установленным розеткам Schuko заземление либо не подводится вообще, либо заземляющий контакт соединяется с нулевым проводом в розетке, либо приборы заземляются на трубы отопления, водопровод или на арматуру дома. Всё это является нарушением техники безопасности. ГОСТ 7396 не запрещает использования розеток с отверстиями диаметром 5,5 мм, рассчитанных на 16 А, но при этом не имеющих заземляющего контакта. Подобные розетки изготавливают во многих странах. Использование таких розеток также является нарушением принципов безопасности, заложенных в стандарте Schuko.

## Совместимость и распространение

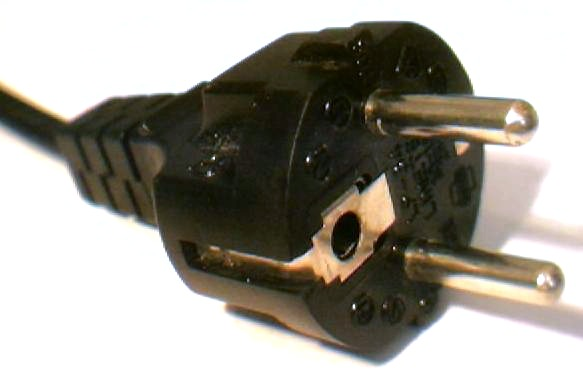
CEE 7/7 — гибрид французской вилки и Schuko

Большинство современных литых и разборных вилок Schuko является гибридными версиями («CEE 7/7»), с отверстием, которое принимает заземляющий штырь французских розеток. CEE 7/7 стал стандартом де-факто по всему Евросоюзу и во многих других странах, следующих стандартам CENELEC. Исключениями в зоне CENELEC, не использующими CEE 7/7, являются:
- Дания (текущий стандарт, 107-2-D1, принимает вилки CEE 7/7, но без подключения заземления. Французский стандарт вступил в силу с 1 июля 2008 года, но он не успел сильно распространиться.),
- Ирландия (BS 1363 / IS 401),
- Италия (CEI 23-16/VII),
- Мальта (BS 1363),
- Кипр (BS 1363),
- Великобритания, включая Гибралтар (BS 1363),
- Швейцария. Швейцария — не член Евросоюза, но входит в CENELEC, однако в Швейцарии свой стандарт вилок с тремя штырьками.

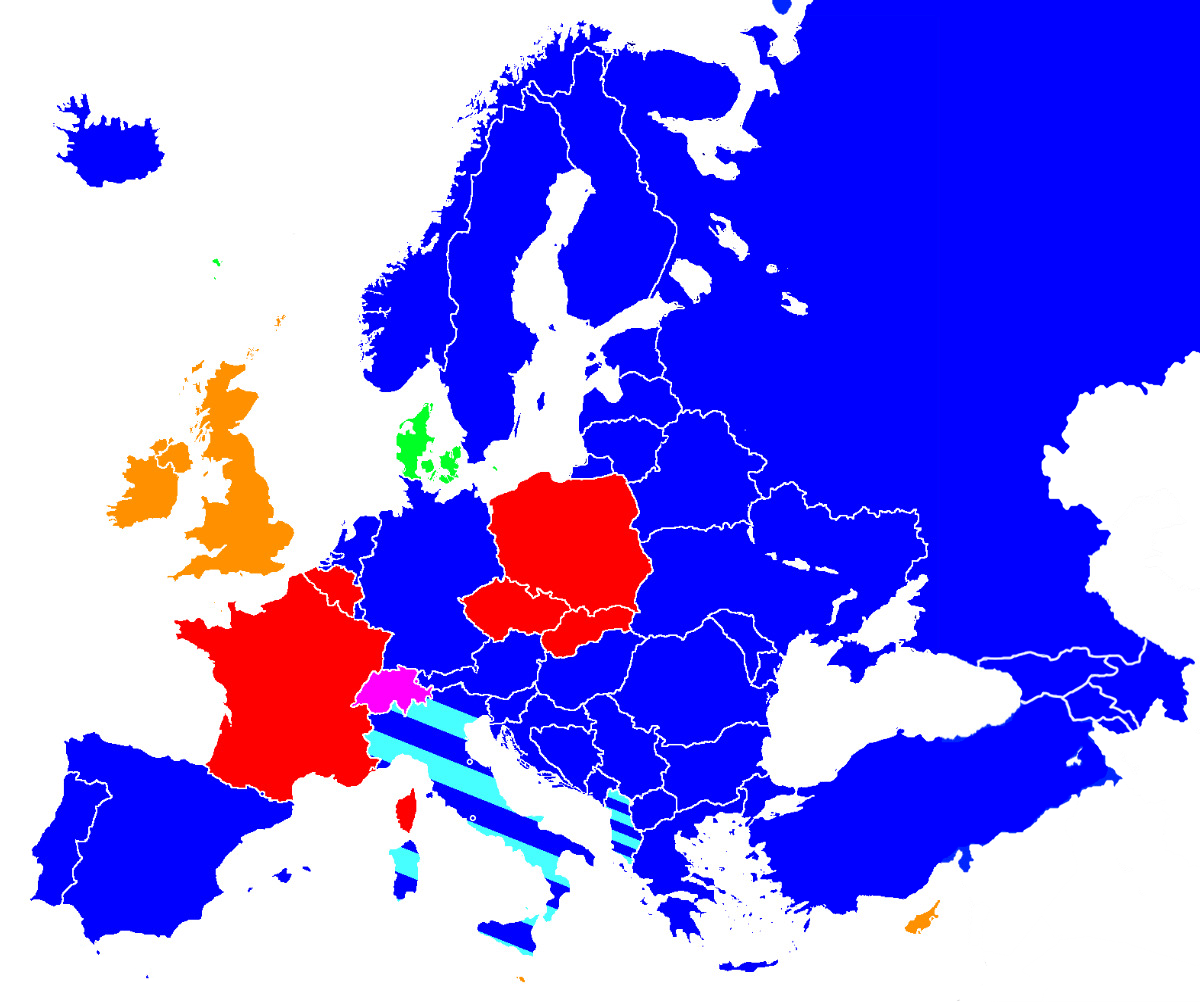
Карта стран Европы, использующих типы штепсельных вилок; синим обозначены Schuko (тип F, CEE 7/4 plug, CEE 7/7 plug)

В странах бывшего СССР используются либо розетки, принимающие вилки типа C, рассчитанные на штыри ⌀4 мм, либо розетки Schuko, хотя встречаются розетки без заземления, имеющие отверстия ⌀5,5 мм, в которые можно вставить вилку Schuko. 

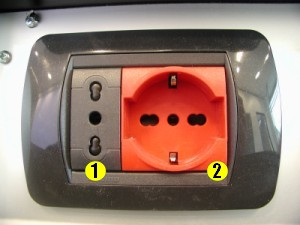
Розетка bipasso (номер 1) и итальянская адаптированная розетка schuko (номер 2 на фото) в современном изделии

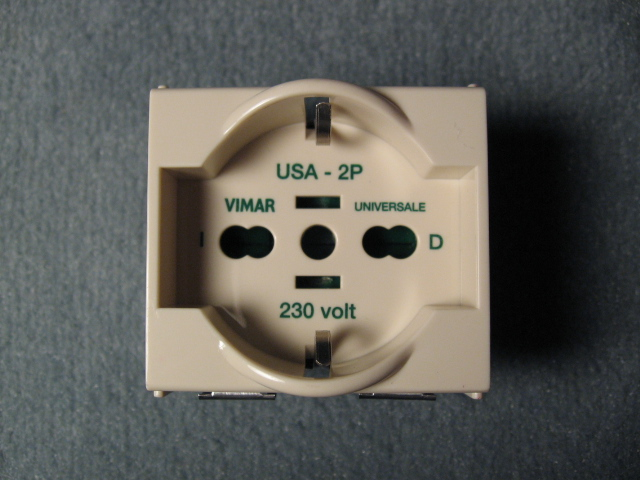
Итальянская розетка марки VIMAR universale, способная принимать вилки типов A, C, E, F, гибриды E/F и оба итальянских типа вилок L

В Италии доминирует стандарт CEI 23-16/VII, однако, Schuko одобряется и широко используется. Приборы продаются либо с итальянской вилкой, либо с Schuko. Некоторые розетки принимают вилки обоих типов, но в основном — только одного из них. Вилки Schuko чаще всего используются в приборах, потребляющих большой ток, таких как стиральные машины. Они довольно широко распространены в Южном Тироле с его культурными, экономическими и туристическими связями с Австрией.

### Страны, отказавшиеся от стандарта Schuko
Хотя в Бельгии и Франции Schuko никогда не был стандартом де-факто, его можно иногда встретить в старых домах в восточном регионе Бельгии и в Эльзасе. Все новые установки соответствуют национальным стандартам.
В некоторых местах в Республике Ирландия Schuko устанавливался до 1960-х годов. Из соображений безопасности, для согласования с Великобританией (с которой у Ирландии долгосрочное свободное туристическое соглашение) и во избежание наличия разных типов розеток в Северной Ирландии и Республике Ирландия в Ирландии был принят стандарт BS 1363 (в Ирландии — IS401 (вилка) и IS411 (розетка)). Этот стандарт был принят, когда Великобритания выводила из обращения вилки и розетки BS 546 (которые также иногда использовались в Ирландии). Принятие стандарта BS 1363 позволило исключить возможность подключения заземляемых вилок Schuko к розеткам без заземления или к розеткам BS 546 без подключения заземления. В Великобритании были похожие проблемы, и стандарт BS 1363 был специально разработан несовместимым с любой существующей системой, вынуждая тем самым соблюдать нормы заземления и использовать предохранители. В 1960-х годах проблемы совместимости с другими странами не стояло, поскольку компактных электроприборов, которые люди брали с собой в путешествия, в то время было немного.
Однако в Республике Ирландия практика разводки проводов остаётся более похожей на принятую в континентальной Европе, в частности, в Германии. Розетки (которые, в отличие от британских, часто не имеют выключателей) обычно питаются от радиальных линий, рассчитанных на 16 А или 20 А, в отличие от кольцевой британской проводки, и обязательно защищены УЗО на ток утечки 30 мА. Предохранители и другие элементы больше соответствуют германским стандартам DIN, нежели британским стандартам.
Schuko полностью выведен из обращения в Ирландии; его не встретить на предприятиях, очень редко он встречается в частных домах. Однако некоторые гостиницы для удобства предоставляют европейским посетителям розетки Schuko вместе с розетками BS 1363.

## Критика
Розетки Schuko критикуют за то, что они не снабжены предохранителем, неполяризованы по своей конструкции (хотя необходимость поляризации тоже подвергается сомнению), за значительное усилие для подключения и отключения вилки, что для некоторых людей является проблемой, и за большие габариты. Изготовленные из некачественных материалов или слишком тонкие контакты заземления имеют свойство сгибаться как к центру розетки, так и наружу, при этом заземление нарушается. Стандарт IEC 60906-1 разрабатывался как замена стандарту CEE 7/4, однако широкого распространения не получил.